# 四国三郎橋
四国三郎橋（しこくさぶろうばし）は、徳島県徳島市の吉野川に架かる応神町東貞方（左岸）と不動東町（右岸）を結ぶ橋。
斜張橋および桁橋で構成され、全長910.5m・幅員14m（2車線と両側に歩道）ある。
徳島県道41号徳島北灘線が通る。徳島県にある吉野川の橋梁としては、24番目に完成した。

## 歴史
当橋梁は、吉野川橋および名田橋の渋滞を緩和する目的で徳島県が建設した。総事業費は約156億円であった。明石海峡大橋開通の10日前である1998年3月26日に開通し、開通式では約300人が渡り初めを行った。
- 1988年 - 事業着手
- 1998年 - 開通

### 隣の橋梁
吉野川（徳島市）
（第十堰<<）名田橋 - 四国三郎橋 - 高徳線吉野川橋梁 - 吉野川橋 - 吉野川大橋 - 阿波しらさぎ大橋 - 徳島南部自動車道吉野川サンライズ大橋（>>紀伊水道）

### 近隣にある斜張橋
当橋梁から半径100km圏内に位置する斜張橋を列挙した。
- 東神戸大橋（兵庫県神戸市）
- 六甲大橋（神戸市）
- 摩耶大橋（神戸市）
- 櫃石島橋（香川県坂出市）
- 岩黒島橋（坂出市）
- 洲浜橋（兵庫県洲本市）
- 小鳴門大橋（徳島県鳴門市）
- 末広大橋（徳島市）
- 岩津橋（吉野川市・阿波市）